# Cosuenda
Cosuenda es un municipio y localidad española, de la provincia de Zaragoza, en la comunidad autónoma de Aragón. El término municipal, ubicado en la comarca del Campo de Cariñena, tiene una población de 329 habitantes (INE 2024).

## Geografía
Con una altitud de 630 m sobre el nivel del mar, se sitúa a los pies de la sierra de Algairén, perteneciente al Sistema Ibérico. A una distancia de 57 km de Zaragoza, capital de la provincia y de la comunidad autónoma. El municipio tiene un área de 31,50 km².

## Historia
A mediados del siglo XIX, el lugar tenía contabilizada una población de 800 habitantes. Aparece descrito en el séptimo volumen del Diccionario geográfico-estadístico-histórico de España y sus posesiones de Ultramar de Pascual Madoz de la siguiente manera:

COSUENDA: l. con ayunt. en la prov., dióc. aud. terr. y c. g. de Zaragoza (9 leg.), part. jud. y adm. de rent. de Daroca (7): sit. al pie de una sierra, entre unas colinas: su clima es algo frio y propenso á calenturas: tiene 200 casas, inclusa la municipal: una escuela de niños concurrida por 70 alumnos y dotada con 2,823 rs.: y 18 mrs., y otra de niñas asistida por 30 y dotada por 1,000 rs. una igl. parr. (Reina de los Angeles): los vec. se surten del agua de una fuente que hay en el l. Confina el térm. N. con Alfamen (1); E. con Almonacid (1/2); S. con Aguaron (id.), y O. con Cariñena (1). El terreno es de mediana calidad, parte fertilizado por las aguas de las fuentes que nacen en el térm., y el resto montuoso: sus caminos son locales: el correo se recibe por cartero de Cariñena. prod.: trigo, cebada, vino y aceite: cría ganado lanar y cabrio; caza de perdices, conejos y liebres. ind.: 2 fáb. de aguardiente. pobl.: 210 vec., 800 alm. que se ocupan en la agricultura. contr.: 27,528 rs.
(Madoz, 1847, p. 148)

## Demografía
Cosuenda cuenta con una población de 329 habitantes (INE 2024).
| Gráfica de evolución demográfica de Cosuenda entre 1842 y 2021                                                      |
| |
| Población de derecho según los censos de población del INE Población de hecho según los censos de población del INE |

## Administración y política
| Período   | Alcalde                 | Partido |  |
| --------- | ----------------------- | ------- |  |
| 1979-1983 | Antonio Floriá García   | UCD     |  |
| 1983-1987 | Antonio Júlvez Condón   | PAR     |  |
| 1987-1991 | Antonio Júlvez Condón   | PAR     |  |
| 1991-1995 | José Arnal Gómez        | PAR     |  |
| 1995-1999 | Óscar Lorente Sebastián | PSOE    |  |
| 1999-2003 | Óscar Lorente Sebastián | PSOE    |  |
| 2003-2007 | Óscar Lorente Sebastián | PSOE    |  |
| 2007-2011 | Óscar Lorente Sebastián | PSOE    |  |
| 2011-2015 | Óscar Lorente Sebastián | PSOE    |  |
| 2015-2019 | Óscar Lorente Sebastián | PSOE    |  |
| 2019-2023 | Óscar Lorente Sebastián | PSOE    |  |

| Partido político    | Partido político                                   | 2003   | 2007   | 2011   | 2015   | 2019   |
| Partido político    | Partido político                                   | Ediles | Ediles | Ediles | Ediles | Ediles |
|                     | Partido de los Socialistas de Aragón (PSOE-Aragón) | 6      | 6      | 6      | 5      | 4      |
|                     | Partido Popular de Aragón (PP)                     | 1      | —      | 1      | 2      | 3      |
|                     | Partido Aragonés (PAR)                             | —      | 1      | 0      | —      | —      |
|                     | Chunta Aragonesista (CHA)                          | —      | 0      | —      | —      | —      |
| Total de concejales | Total de concejales                                | 7      | 7      | 7      | 7      | 7      |

## Patrimonio

### Patrimonio religioso

#### Iglesia de Nuestra Señora de los Ángeles

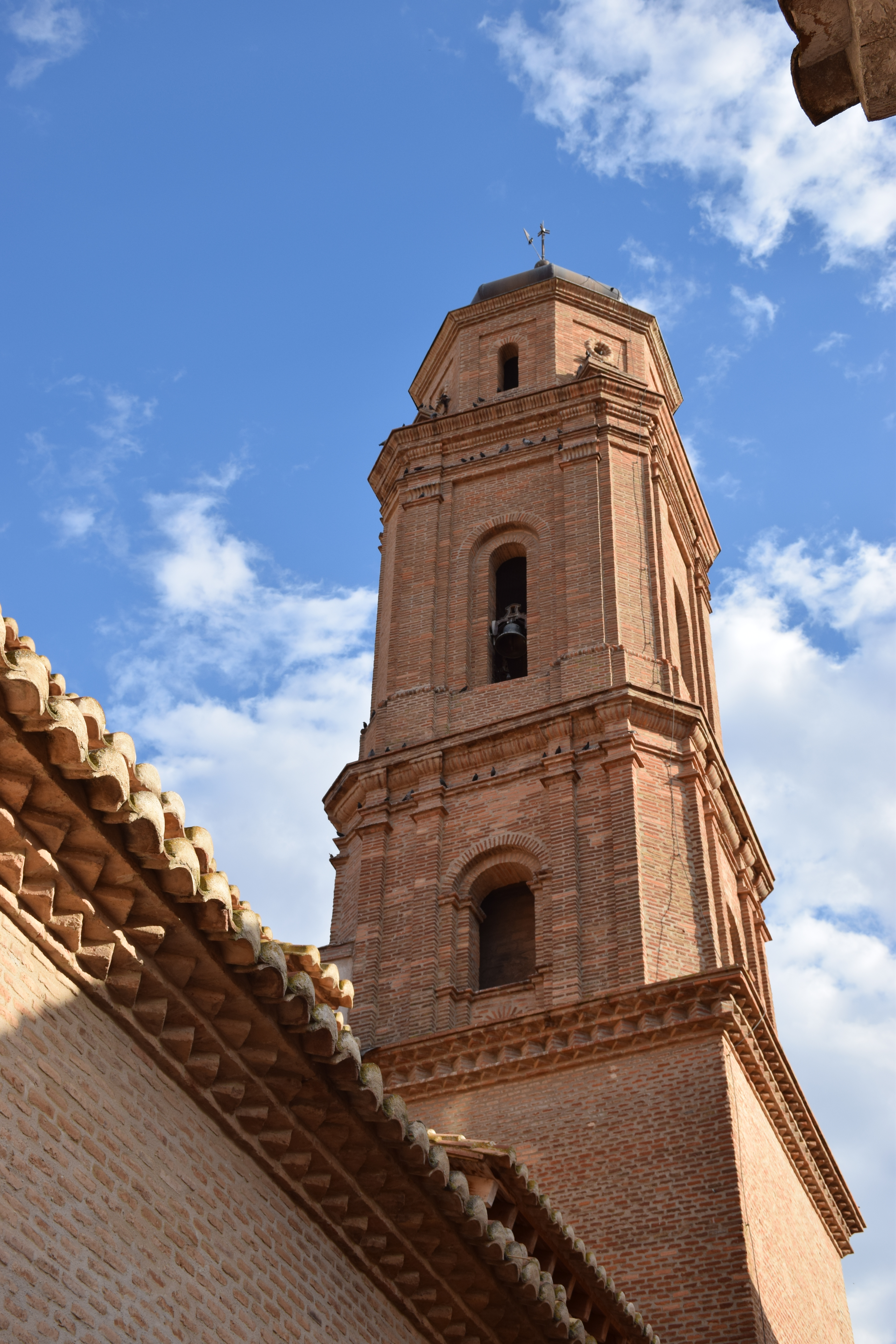
Torre de la iglesia

La iglesia de Nuestra Señora de los Ángeles de Cosuenda es un templo de estilo barroco que se inició en el año 1681 y fue consagrada en 1686.  Tiene tres naves, la central más ancha que las laterales, compuesta por arcos de medio punto y arcos apuntados, tiene cúpula central y tres linternas; dispuestos sobre pilares cruciformes a los cuales se adosan pilastras con capiteles con decoración vegetal. Esta iglesia de planta de cruz latina, tiene ocho capillas entre los contrafuertes y una más en cada brazo del crucero. La torre campanario se encuentra adosada a la fachada principal, es de planta cuadrada con escalera interior en su primer cuerpo, existiendo dos cuerpos superiores octogonales, rematados con tambor y una cúpula. Esta torre alberga en su interior cinco campanas. La fachada principal está construida en ladrillo. La entrada es en arco de medio punto con dos relojes. En su interior alberga gran cantidad de retablos que la decoran recubiertos con patina de pan de oro y gran cantidad de columnas decoradas con motivos vegetales e iconográficos.

#### Peirones

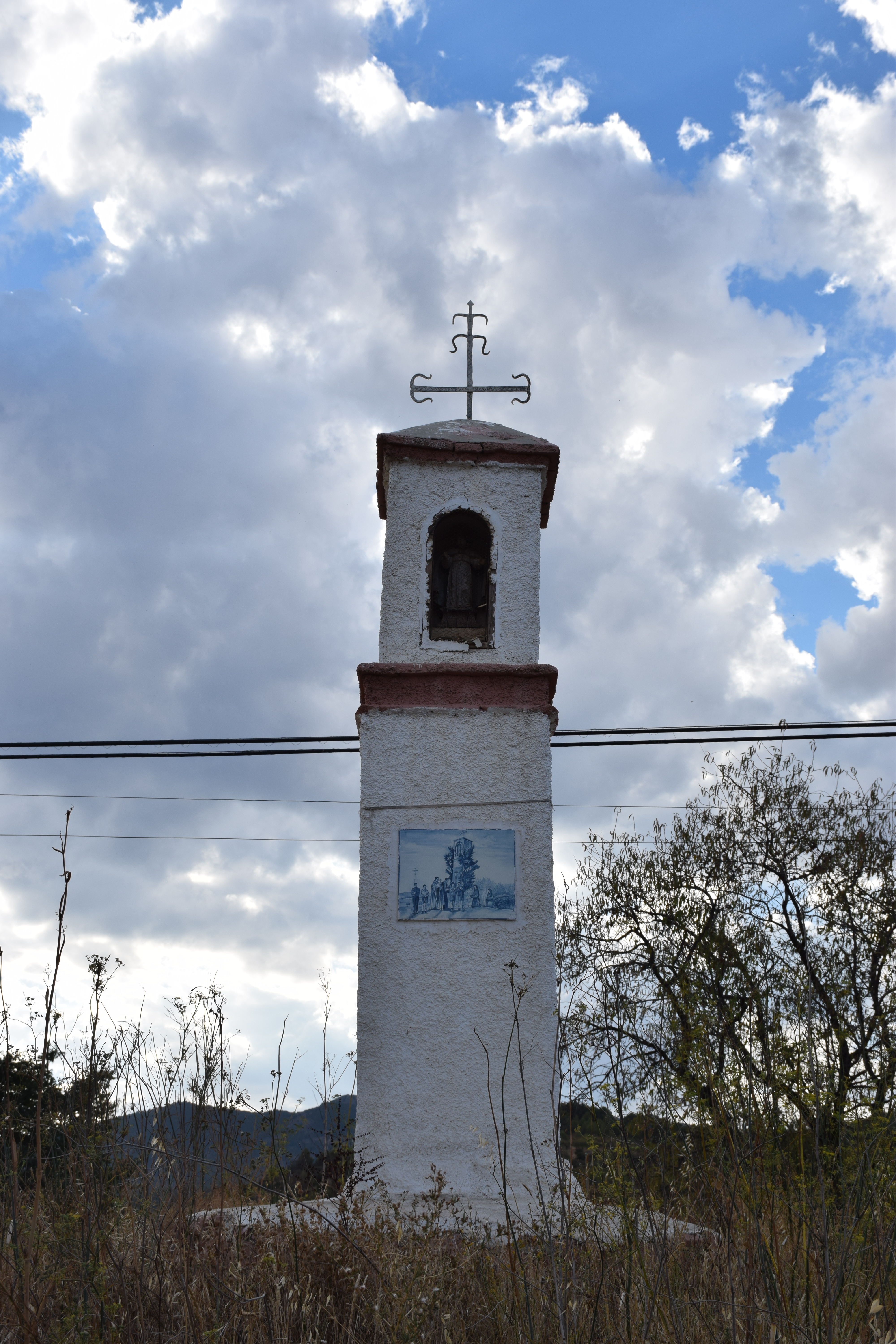
Peirón de San Bernabé

- Peirón de San Bernabé. Se halla ubicado en el camino que comunica Cosuenda con Almonacid de la Sierra, a unos 300  m al norte del pueblo. Este peirón se usaba para "la Bendición de los Términos", que se basaba en bajar hasta él en procesión el día 3 de mayo para bendecir las cosechas que se iban a recoger ese año y proteger los campos de las tormentas y de las pedregadas. Esta tradición se perdió en el año 2001 y ahora se hace dentro de la iglesia.
- Peirón de San Cristóbal. Es de nueva obra, pues el original quedó destrozado en el año 2001 en un accidente, y se ha rehecho semejando la imagen que tenía antes de este accidente. En su interior tiene una imagen de San Cristóbal comprada en el año 2000; la que se conservaba anteriormente fue robada. Se encuentra en el cruce del antiguo camino que conducía de Cosuenda a Tobed con la Senda del Planillo, que después se ha convertido en una variante del camino de Codos, a unos 900 metros al sur del centro del pueblo. Según la tradición popular, aquí se juntaban el día de San Cristóbal todos los "carreteros" (personas que tenían carros), con sus animales de tiro y carros engalanados para subir todos juntos en romería hasta "el Santo", donde se encuentra la ermita de San Cristóbal.
- Peirón de la Forma Perdida. Se encuentra al este de las ruinas del castillo de Cosuenda, pegado al casco urbano. Este peirón se erigió en acción de gracias por los hechos acaecidos el 7 y 8 de agosto de 1674. En su interior conserva una loseta que pone más o menos lo mismo, además del nombre del niño que la encontró, José Vallés, de seis años de edad. Se supone que el peirón está donde se encontró la forma, cerca del camino que comunicaba la iglesia, que entonces se encontraba en el recinto del castillo, con las casas del Lugar. La documentación existente en la iglesia parroquial narra estos hechos de la siguiente forma:

Á pocos anyos que estaba Rector el Dr. Torres baxaban el Viatico de la Yglesia antigua, el día ocho de agosto, digo día siete de agosto de 1.674, para comulgar acá baxo á Ygnacio Lescano, quién murió á el otro día ocho, baxaban el globo con dos formas; la una, para el enfermo; la otra, para la adoración del pueblo: E aquí que se levanta una tempestad furiosa de aire, que las varas del palio hirieron á el Sacerdote en la cabeza. El Sacerdote levantó la mano derecha sobre la capita y cubierta del vaso, o globo, el viento descubre el vaso; arrebata la una Forma. Estuvo perdida hasta el otro día. Púsose en penitencia todo el pueblo y buscó con lágrimas á su Dios perdido, hallole un niño hijo d'algo. Y en acción de gracias se hace la fiesta todos los años como el día del Corpus; el Señor hizo un potente sermón y procesión

### Patrimonio civil

#### Castillo y torre de la Lisalta

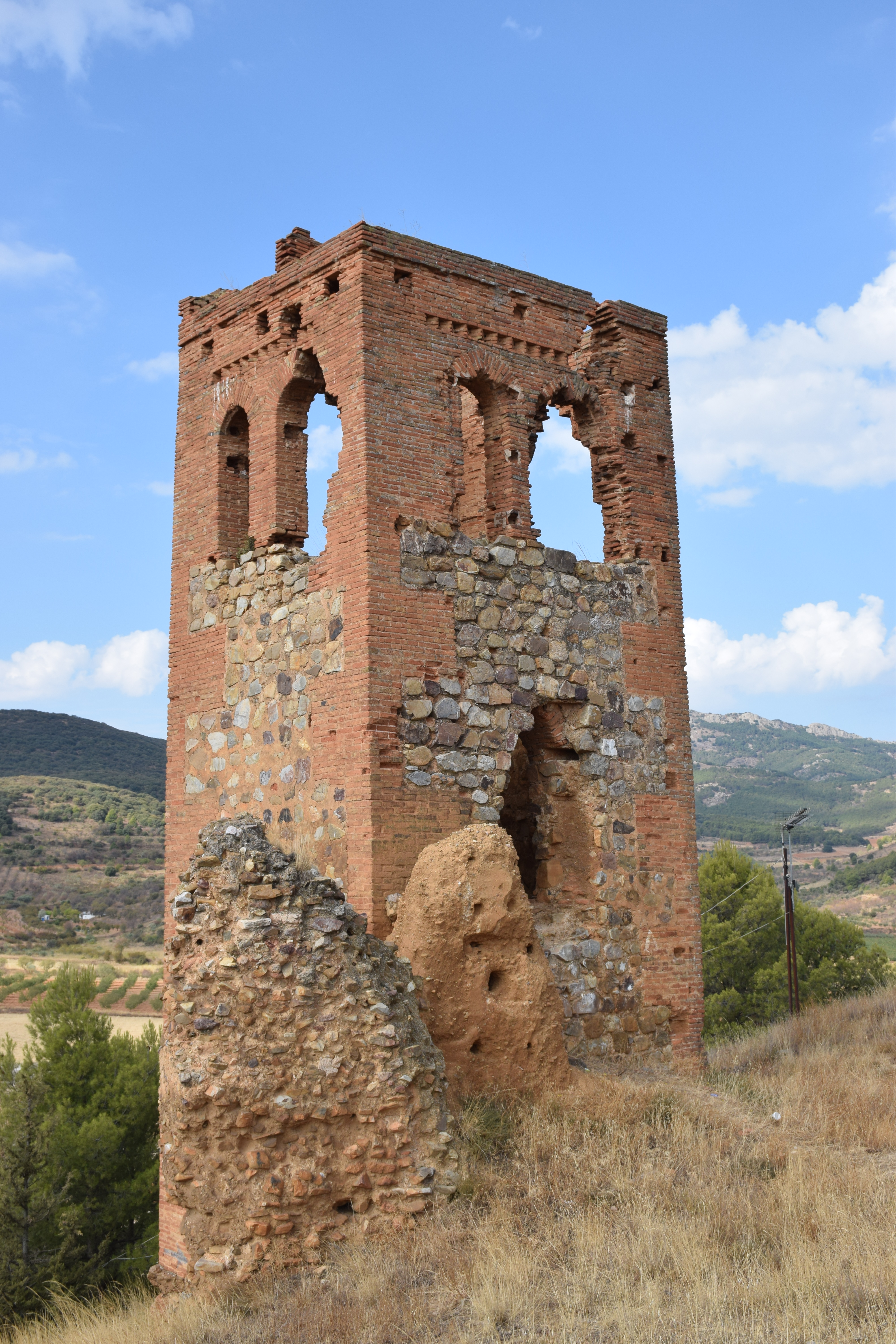
Torre de la Lisalta

El castillo de Cosuenda fue mandado construir en el siglo XIV ante las amenazas de invasión castellana de esta época. El 20 de febrero de 1363 la invasión del rey de Castilla llega a Cosuenda, el pueblo queda totalmente destrozado y la población se refugia en Cariñena. La guerra prosigue hasta el 16 de abril de 1363 cuando Pedro I de Castilla toma Cariñena, después de dos meses de batallas en la comarca, manda cortar las orejas, la nariz y las manos a las personas que allí se encontraban. El castillo quedó destruido en la batalla con los castellanos, y el Arzobispo de Zaragoza, García Fernández de Heredia, lo manda reedificar a finales del siglo XIV.
Al ser de régimen eclesiástico se organizaba en dos partes, el refugio, al norte, y la iglesia al sur, sirviendo el refugio para hospedaje de futuras visitas del arzobispo y la iglesia para el recogimiento de los habitantes. La Lisalta, antigua torre de la iglesia, es lo único que queda del castillo. La torre es de estilo gótico-toledano, gótico por sus ventanales geminados, que tanto caracterizaron las obras apadrinadas por este Arzobispo, y toledano por la mezcla de la obra de mampostería con ladrillo, y con detalle mudéjar encima de sus ventanales. Está situada en el ángulo más estratégico y es de planta cuadrada de 5 m de lado. Desde su remate, que conserva una única almena, se puede divisar casi todo el término En la torre se alojaban dos campanas y dos cimbalillos, además de un tercer cimbalillo más pequeño, colocado en un ventanal del coro de la Iglesia. La torre fue modificada en el siglo XVI. Aunque probablemente la torre es de época musulmana, no hay referencias que lo corroboren En la meseta donde está la torre, encontramos los restos de la cerca de tapial y piedra que conformaban el recinto del castillo y de la iglesia, que aunque muy deteriorados, pueden hacernos una idea de la vida en esos tiempos.
Se desamortizó en 1836 por 9500 reales y hasta 2018 perteneció a manos privadas hasta que pasa a ser de titularidad municipal tras un proceso expropiatorio seguido por el Ayuntamiento de Cosuenda. En 2019, La Lisalta vuelve a lucir, bellamente restaurada, dominando el pueblo de Cosuenda. En los escritos que hace el arquero Cock en su viaje por España en 1585 y refiriéndose al pueblo de Cosuenda "(Viajes de extranjeros por España y Portugal. Recop. por J. García Mercadal): Su iglesia está con un castillo en un alto collado a la parte de levante; en ella suelen los vecinos salvarse del peligro de los moros' y más adelante 'y por esa razón, casi en todos los lugares de este tierra tienen un castillo fuerte junto a la iglesia, en la cual, huyendo se salvan'. "Se refería a los pueblos que él visitó en las comarcas del Jalón y Huerva, y no puede argüirse una motivación más exacta para justificar la reiterada presencia dentro o junto a la fortaleza". 

### Patrimonio natural

#### Plantaria
Es un centro de interpretación de la naturaleza situado en la población de Cosuenda. Desde el centro de interpretación se pretende que todo visitante conozca la amplia gama de especies botánicas que la sierra de Algairén alberga, desde especies en peligro de extinción como la Centaurea pinnata, o protegidas como el acebo y el rusco. También existen gran cantidad de plantas con propiedades medicinales en el sotobosque de encinares o pinares, con pequeños rodales de roble albar[cita requerida] mezclados con arces y algún serval.
Las plantas de este centro de interpretación están recolectadas en la sierra de Algairén, fueron prensadas, desecadas y clasificadas por el biólogo José Luis Hidalgo y varios ayudantes, expertos en la materia, dando lugar a la exposición con más de 300 especies diferentes.

### Patrimonio cultural

#### Dance de Cosuenda
Sobre el Dance de Cosuenda se han ido recuperando algunos datos y una fotografía de hacia 1890 que ha permitido conocer la indumentaria de varios personajes. Además, de los manuscritos que se conservan (Dance para el pueblo de Cosuenda. Obsequios a San Bernabé, copiados por Ángel Lorente), hay alguna otra noticia escueta: en el Programa de Fiestas de 1890 se indicaba “...música, dance, y esta tarde corrida de pollos”. Y en 1903, El Diario de Avisos de Zaragoza comentaba que: “Entre los festejos merece especial atención el clásico dance, cuyos bailables y dichos han sido el regocijo de todos. Por su gracejo y soltura merece especial mención el niño Damasito Sancho, que hacía de Ángel”. El dance dejó de representarse en 1910. Se conservan los dos manuscritos mencionados, uno de 1882 con la “Marcial Campaña” y otro de 1886 con la “Pastorada”.

### Patrimonio gastronómico

#### Pajarilla de Cosuenda

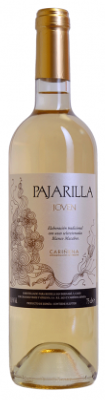

La Pajarilla es desde su nacimiento, un vino único y exclusivo. Es un vino blanco, aromático y sobremaduro sometido a una crianza oxidativa, obtenido de uvas de macabeo, casi exclusivo del pueblo de Cosuenda que se encuentra en la Denominación de Origen Cariñena.  En la actualidad la Cooperativa San Bernabé, que comenzó su andadura en 1955 con 78 socios fundadores, de esta localidad, y que actualmente forma parte del grupo Grandes Vinos, es de las pocas que comercializa este vino, bien sea embotellado o a granel ya que, aunque fue un vino muy popular desde el siglo XIX, estuvo a punto de desaparecer a favor de otros blancos más jóvenes.
Para la elaboración de este vino es necesario vendimiar esta uva blanca lo más tarde posible de manera que se pueda desarrollar azúcar dentro del grano y son sólo las cepas más antiguas las que permiten la elaboración.  Una vez recolectada debe fermentar en los trujales con la piel . La Cooperativa de Cosuenda, siguiendo la tradición desde 1870, extrae una cuarta parte de la solera contenida en el bocoy (una barrica de roble de sesenta cántaros aragoneses de capacidad, 600 litros) e introduce el vino nuevo del año para que se vaya enmadrando.
En la historia del vino aragonés la pajarilla es sinónimo de clase y elegancia. Su color es amarillo pálido con ribetes dorados y su aroma tiene gran intensidad de frutas maduras, pasas, con matices de cítricos y frutas tropicales. Debe consumirse muy fría, entre 7 y 8 °C, por lo que es muy recomendable para tomarse en verano. Se recomienda su consumo con aperitivos de todo tipo, mariscos, arroces de pescado así como con verduras y hojaldres.

## Fiestas patronales
Se celebran en honor a San Bernabé, el 11 de junio y las fiestas de verano, habitualmente, durante la última semana de agosto.

## Personas notables
- Juan Sebastián, uno de los tres organistas aragoneses que durante gran parte del siglo XVII ocuparon el banquillo del órgano de la Catedral de Valencia, concretamente desde 1628 a 1639. Los otros dos organistas fueron, Miguel Ximeno, natural de Aliaga, que lo ocupa desde 1602 a 1623 y Jerónimo Latorre desde 1645 hasta su jubilación en 1665.
- Jaime Marín y Gascón: Abogado, estudiaría en el colegio de las escuelas pías de Daroca, Latinidad y Retórica y dos años de Filosofía. Bachiller en Leyes por la Universidad de Zaragoza (1793). Abogado de la Audiencia de Zaragoza (26-VI-1797). Tuvo estudio abierto en Cosuenda (1797-1821). Despachó asuntos que le remitieron los ayuntamientos de las villas de La Almunia de Doña Godina, Cariñena, Épila, Aguarón y de la propia Cosuenda. Diputado de la comunidad de Daroca (1807-1814). Durante la invasión francesa daría pruebas de "buen español y verdadero patricio".[8]
- Mamés Redondo y Franco: Diputado (1873-1874) por la provincia de Zaragoza del Partido Republicano Federal en las Cortes Constituyentes durante la Primera República española.[9]
- Pilar Bayona López de Ansó (1897-1979): Nombrada hija adoptiva de Cosuenda en 1978, desde muy joven demostró su gran talento para la música, convirtiéndose en una gran figura al piano del siglo XX en España. Fue profesora de los conservatorios de Pamplona y de Zaragoza y de la universidad de verano de Jaca. Desde hace años existe en Zaragoza un concurso internacional de piano que ostenta su ilustre nombre.